# Белевехчево
Белевехчево је насељено место у општини Сандански у области Благоевград, Бугарска. Према попису из 2021. године био је 1 становник.
Према бугарском географу и историчару, Василу Канчову, у Белевехчеву је 1900. године живело 340 Словена хришћана.